# جيسي شو
جيسي شو هو سياسي كندي، ولد في 7 يناير 1800 في يارموث ‏ في كندا، وتوفي في 24 فبراير 1867 في Hebron, Nova Scotia ‏ في كندا. انتخب عضو مجلس نواب نوفا سكوشا.